# Gitte Henning (fartyg)
För artisten Gitte Henning, se Gitte Hænning

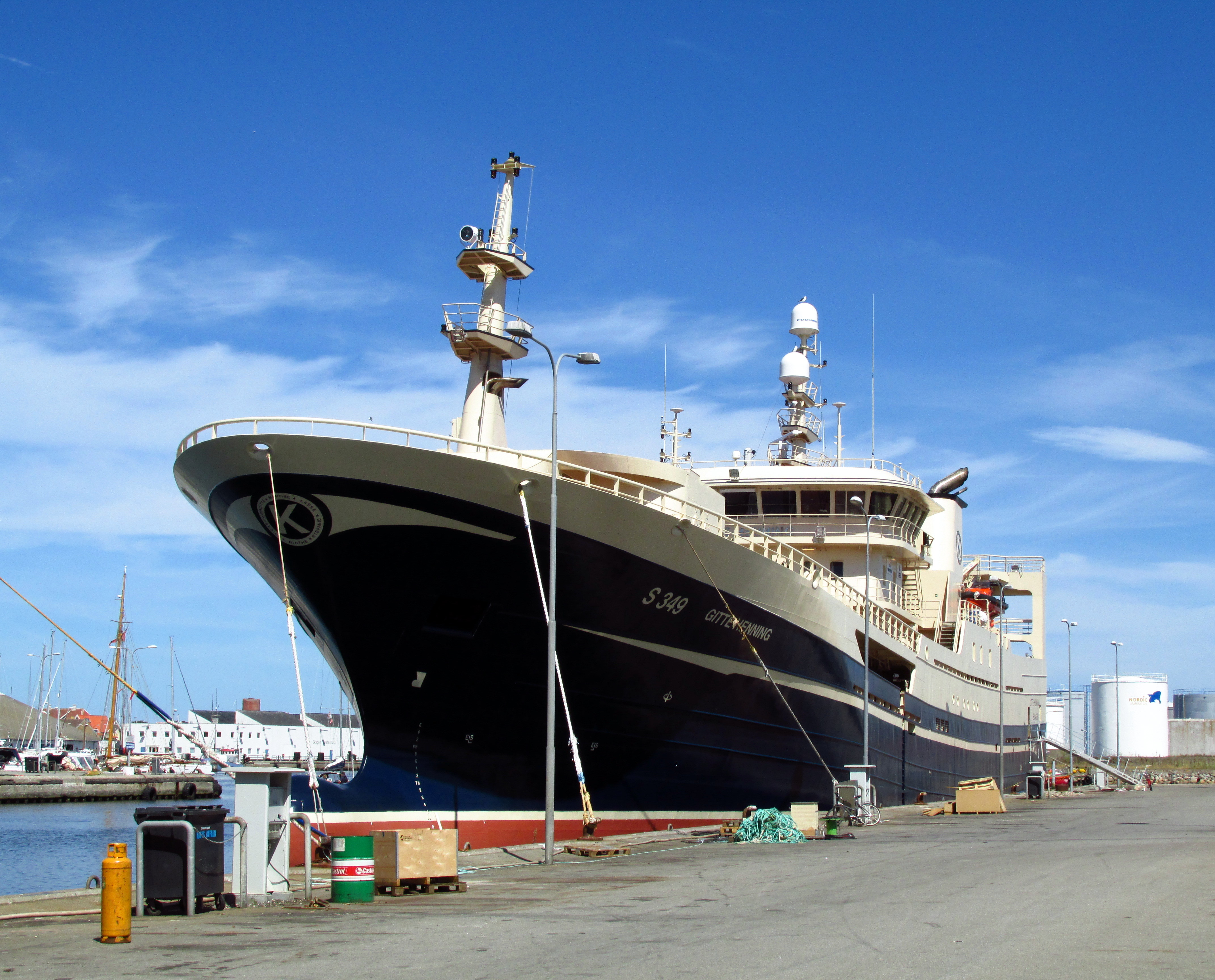
S349 Gitte Henning, nu Beitir, i Skagens hamn, 2014

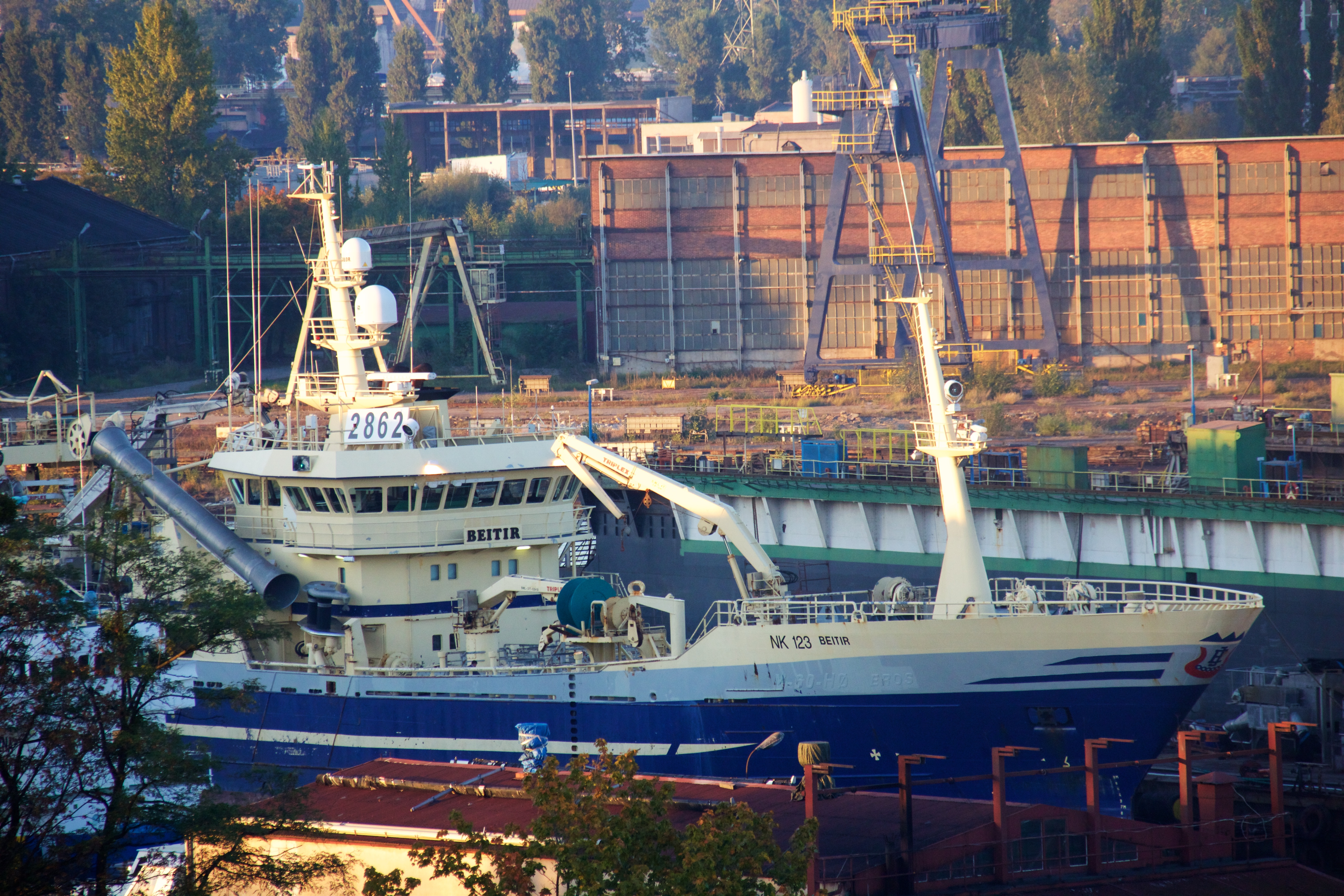
Den äldre Beitir under renovering till S349 Gitte Henning på varv i Gdansk, 2015

Gitte Henning är namnet på en serie av danska fiskefartyg över en tidsperiod sedan 1966. De har ägts av medlemmar av familjen Kjeldsen: bröderna Erik (1938–2018) och Orla Kjeldsen samt Eriks söner Lars och Henning Kjeldsen.
Den första fiskebåten med namnet Gitte Henning var träbåten AS49 Gitte Henning, som byggdes i Gilleleje och köptes av Erik Kjeldsen, då bosatt i Grenå. Den senaste i drift med detta namn i Henning Kjeldsens rederi var Gitte Henning Pelagic A/S var den 90,45 meter långa S349 Gitte Henning från 2017, som såldes till Grönland 2021.

## Fiskefartygen
1. AS49 Gitte Henning, träbåt, 12,5 meter lång, köpt nybyggd av Erik Kjeldsen 1966, byggd av Andersen & Ferdinansens Skibs & Bådebyggeri i Gilleleje, såld 1968.
2. AS49 Gitte Henning, träbåt, senare L349, köpt begagnad 1968 av Erik Kjeldsen, 50 bruttoton, såld 1972 till Färöarna.
3. L356 Gitte Henning, träbåt, 103 bruttoton, köpt begagnad 1972, först delägd av Erik Kjeldsen, såld 1974.
4. L349 Gitte Henning, stålbåt, 32 meter, 166 bruttoton, köpt nybyggd 1974 av varv i Bogense på Fyn, såld 1981.
5. L349 Gitte Henning, stålbåt, 39 meter, 287 bruttoton, köpt begagnad 1980 av Erik och Orla Kjeldsen, helägd av Erik Kjeldsen från 1981, såld 2000.
6. L349 Gitte Henning, stålbåt, 56 meter lång, köpt nybyggd 2000 av Erik, Lars och Henning Kjeldsen från Karstensens Skibsværft i Skagen, såld 2008
7. L349 Gitte Henning, senare 2012 S349 Gitte Henning, stålbåt, 75,4 meter lång, 2 967 bruttoton, köpt nybyggd av Henning Kjeldsen 2008 från Karstensens Skibsvætft i Skagen. Hon såldes 2013 till Fridri och Roi Magnusen i Hirtshals och omdöptes till HG265 Asbjørn. Hon såldes 2022 vidare till Loðnuvinnsnar hf i Fáskrúðsfjörður i Island och omdöptes till SU-80 Hoffell.[2]
8. S349 Gitte Henning, 86,3 meter lång, 4 138 bruttoton, konstruerad av Wärtsilä Ship Design i Norge och byggd på Baltijos laivų statykla ("Baltica Shipbuilding Yard") i Klaipėda i Litauen. Hon levererades 2014 och såldes i en bytesaffär 2015 till Síldarvinnsnan hf i Fjarðabyggð i Island.
9. S349 Gitte Henning, tidigare Beitir av Neskapstaður, Polar Amaroq, Eros och Eros II,[3] 76 meter lång, 2 150 bruttoton, byggd 1997 av Slipen Mekaniske Verksted AS i Sandnessjøen i Norge. Hon köptes av Henning Kjeldsen i bytesaffären 2015 med Síldarvinnsnan hf och såldes 2018 till Polar Seafood i Nuuk i Grönland.
10. S349 Gitte Henning, 90,45 meter lång, konstruerad av Salt Ship Design AS i Stord i Norge, levererad 2018 av Kleven Myklebust Verft AS i Ulsteinvik i Norge, med skrovet av Crist S.A. i Gdynia i Polen.[4][5] Hon såldes till Polar Pelagic A/S i Grönland 2021.[6]
11. En planerad Gitte Henning, nu HG 333 Isafold, 87,6 meter lång, konstruerad av Salt Ship Design AS, som började byggas 2020 på Zamakona Yards i Bilbao i Spanien som nybyggnad 799.[7][8] Hon köptes 2022 av Rederiet Isafold A/S i Hirtshals.[9] och färdigbyggdes i slutet av 2022.[10]